# Beissúgskoie
Beissúgskoie - Бейсугское (rus) - és un poble del krai de Krasnodar, a Rússia. És a 23 km al nord-est de Briukhovétskaia i a 96 km al nord-oest de Krasnodar. Pertany a l'stanitsa de Novodjerelíievskaia.